# Vroom Vroom
Vroom Vroom est le deuxième extended play de la chanteuse anglaise Charli XCX, sorti le 26 février 2016 par Vroom Vroom Recordings. Il est réalisé par la productrice écossaise Sophie.
Le son pop expérimental de l'EP divise les critiques et les fans lors de sa sortie, mais suscite par la suite un culte et l'EP a été rétrospectivement crédité comme une œuvre pionnière dans ce qui sera plus tard appelé le mouvement hyperpop.

## Contexte et distribution
En juillet 2015, dans une interview accordée au magazine de mode britannique i-D, Charli XCX a déclare travailler sur son troisième album Charli et l'a décrit comme « le truc le plus pop et le plus électronique » qu'elle ait fait. La productrice écossaise Sophie confirme aussi être impliquée dans la réalisation de l'album. En octobre 2015, Charli XCX diffuse " Vroom Vroom ", la première chanson sortie de l'EP, sur Beats  1 Radio, affirmant ensuite que ce serait la première chanson sortie de son troisième album studio.
Le 23 février 2016, il est annoncé que Charli XCX a créé un nouveau label, Vroom Vroom Recordings, et qu'elle sortirait un EP intitulé Vroom Vroom le 27 février 2016. La deuxième chanson sortie de l'EP, intitulée "Trophy", est diffusée pour la première fois dans l'émission Beats 1 de Zane Lowe ce soir-là.
Charli XCX publie un clip pour la chanson "Vroom Vroom" le 22 avril 2016 via Apple Music. Le 27 mai 2016, une version vinyle dédicacée de l'EP sort en tirage limité à 1 000 exemplaires par Warner Music.
Le 29 août 2020, 2 000 exemplaires de l'EP sortent sur vinyle transparent pour le Record Store Day.
L'EP est rétrospectivement crédité comme une œuvre pionnière dans ce qui sera plus tard appelé le mouvement hyperpop.

## Réception critique
L'agrégateur de notes Metacritic attribue une note normalisée de 64 sur 100, ce qui indique des « critiques généralement favorables », sur la base de neuf critiques.
Le magazine Spin donne à l'EP une critique favorable, déclarant que "Vroom Vroom est un nouveau terrain pour Charli, totalement différent de tout ce qu'elle a jamais fait auparavant, où elle est toujours dans sa turbo-pop épurée et indomptable."  Tiny Mix Tapes écrit que "c'est de la musique pop qui se réinvente, réaffirme son autonomie" et salue la production de Sophie. The Line of Best Fit avance que l'EP « sonne comme une sorte de rébellion nihiliste chargée d'amphétamines ; un méli-mélo de mélodies pop, de rap, de rythmes trap et de synthé qui, bien que sur le papier sonne chaotique, est clairement organisé minutieusement ".
Ian Gormely d'Exclaim! salue "Paradise" comme le morceau qui sort du lot, mais critique l'utilisation du chant par Sophie "dans tout l'EP. Gormely a conclu qu '"il y a suffisamment de choses qui fonctionnent sur Vroom Vroom pour espérer que c'est le début de quelque chose de bien plus grand". Drowned in Sound compare positivement l'EP à l'album précédent de Charli, Sucker, mais critique son utilisation de "styles préétablis d'autres artistes noirs" pour créer "des croquis scintillants classés PG d'excès de bling et d'amour interdit". En avril 2022, Ruby Carter de Clash qualifie l'EP de « modèle pour la pop bubblegum » qui a cimente la « Charli 2.0 et précède son travail plus expérimental sur Pop 2, Charli et How I'm Feeling Now ».
Dans une critique négative pour Pitchfork, Laura Snapes écrit que "personne n'est favorisé en réduisant Charli XCX à un simple chiffre creux, surtout car cela épuise sa personnalité vive de l'œuvre". Cependant, en novembre 2019, la critique exprime ses regrets concernant cet avis, tweetant qu'elle aimerait « désavouer publiquement les absurdités » qu'elle a écrites à propos de l'EP. En octobre 2021, Pitchfork inclus l'EP dans sa liste « Rescored », Cat Zhang suggérant un ajustement de la note de l'EP de 4,5 à 7,8 et affirmant rétrospectivement que « [à] l'époque, de nombreux critiques semblaient paranoïaques (...) Nerveux à l'idée d'être embobinés, obsédés par la question de savoir si une pop expérimentale était soit satirique, soit sincère",.

## Liste des pistes
| Vroom Vroom | Vroom Vroom                     | Vroom Vroom                                               | Vroom Vroom | Vroom Vroom | Vroom Vroom | Vroom Vroom | Vroom Vroom | Vroom Vroom | Vroom Vroom |
| No          | Titre                           | Réalisation/Production                                    | Durée       |             |             |             |             |             |             |
| ----------- | ------------------------------- | --------------------------------------------------------- | ----------- | ----------- | ----------- | ----------- | ----------- | ----------- | ----------- |
| 1.          | Vroom Vroom                     | - Sophie - Martin Stilling - Patrik Berger                | 3:13        |             |             |             |             |             |             |
| 2.          | Paradise (feat. Hannah Diamond) | - Sophie - Stilling - Berger                              | 3:01        |             |             |             |             |             |             |
| 3.          | Trophy                          | - Sophie - Stilling - Berger - Hal Ritson - Richard Adlam | 2:39        |             |             |             |             |             |             |
| 4.          | Secret (Shh)                    | - Sophie - Harsh                                          | 3:25        |             |             |             |             |             |             |
| 12:18       |                                 |                                                           |             |             |             |             |             |             |             |

## Crédits
Crédits adaptés de Tidal.
- Charli XCX – chant principal
- Noonie Bao – chant supplémentaire (1–3)
- Kate Kennedy – chant supplémentaire (3)
- MNDR – chant supplémentaire (3)
- Rob Orton – mixage (1)
- Sophie – mixage (2–4), programmation (4)
- Jodie Harsh – mixage, programmation (4)
- Stuart Hawkes – ingénieur mastering
- Tony Lake – ingénieur supplémentaire (1)
- Richard Adlam – effets sonores, programmation supplémentaire (3)
- Hal Ritson – effets sonores, programmation supplémentaire (3)

## Certifications

### Vroom Vroom (single)
| Certifications (2016)                                | Position maximale |
| ---------------------------------------------------- | ----------------- |
| Singles vinyles au Royaum-Uni (OCC)                  | 1                 |
| Ventes physiques pour un Single au Royaume-Uni (OCC) | 2                 |

### Vroom Vroom EP
| Certifications (2016)                      | Position maximale |
| ------------------------------------------ | ----------------- |
| US Top Dance/Electronic Albums (Billboard) | 2                 |